# Egungun

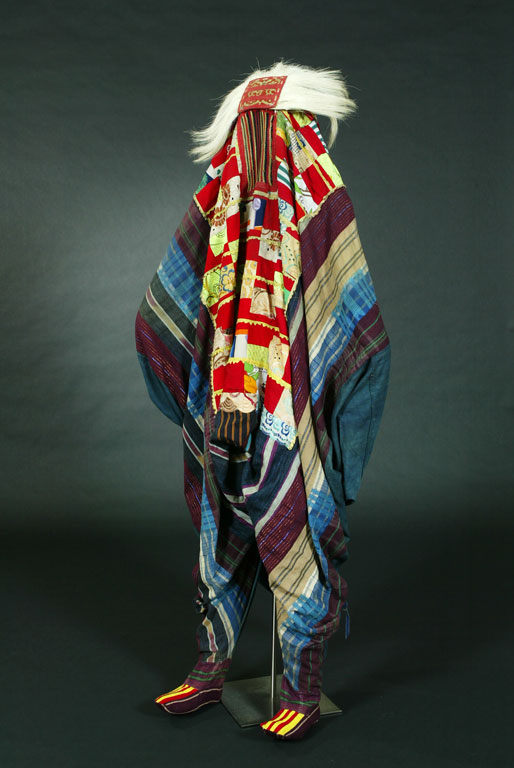
Tanzkleid und -maske das neben anderen Zeremonien auch beim Egungun eingesetzt wurde, 1950er Jahre, Sammlung des Children’s Museum of Indianapolis

Ein Egungun (egungún) ist im Ahnenkult der Yoruba  ein Medium, das als Maskentänzer in einem Ritual auftritt, in dem es von einem Ahnen besessen ist. Auf diese magische Weise wirkt der Ahne auf die hinterbliebenen Familienmitglieder. Es sind insbesondere Bestattungsrituale und Rituale an Gräbern und Schreinen. Egungun-Tänzer üben diese Funktion für eine Familie oder für ein Kollektiv aus. Der Kult gehört zum gleichnamigen Männergeheimbund.
Die Egungun-Maske bedeckt den ganzen Körper des Tänzers. Es heißt, wer einen Egungun berührt oder bei der der Aufnahme von Speisen beobachtet, muss sterben, so dass niemand die okkulten Gestalten als Menschen identifizieren kann.
Einmal jährlich feiern die Yoruba zu Ehren ihrer Vorfahren ein großes Fest.